# Sphenacodon
Sphenacodon is een geslacht van uitgestorven Synapsida uit de groep der Eupelycosauria, een van de groepen waarbinnen de zoogdieren zich zouden ontwikkelen.
Sphenacodon was nauw verwant aan de bekendere Dimetrodon. Een opvallend verschil tussen de twee is dat de Sphenacodon een klein zeil had en Dimetrodon een groot. Sphenacodon was net als alle andere leden van de Sphenacodontidae een carnivoor. Op zijn menu stonden zowel kleine dieren zoals Diplocaulus en Pantylus als grotere dieren zoals Edaphosaurus en Diadectes. Sphenacodon was niet gebouwd op veel snelheid, maar dat was ook niet nodig omdat de meeste prooien net zo langzaam waren. Zwemmen kon hij waarschijnlijk wel. Het is vrijwel uitgesloten dat hij haar had omdat hij slechts aan het begin van de stamboom der voorouders van de zoogdieren stond. Sphenacodon en zijn verwanten stierven aan het begin van het Midden-Perm uit. Sphenacodon leefde van het begin van het Vroeg-Perm tot het begin van het Midden-Perm in Texas en New Mexico.

## Vondst en naamgeving
In 1878 vond de verzamelaar David Baldwin in het noorden van New Mexico, Rio Arriba County, een stel kaken. Die zond hij aan professor Othniel Charles Marsh. Marsh benoemde al in 1878 de typesoort Sphenacodon ferox. De geslachtsnaam is een combinatie van het Oudgrieks sphèn, 'wig', akè, 'punt' en odoon, 'tand'. Dit is een verwijzing naar de scherpe tanden. De soortaanduiding ferox betekent 'woest' in het Latijn. Marsh zag de soort als een vervaarlijk roofdier van zes voet lengte.
Het holotype YP 806 is gevonden in een laag van de Aborformatie. Het bestaat uit een dentarium en twee bovenkaaksbeenderen.
De beperkte vondst kreeg niet veel aandacht. Onbekendheid met de rest van het skelet leidde er toe dat Ermine Cowles Case in 1907 op grond van specimen AMNH 4778, een stel wervels, een Elcabrosaurus baldwini benoemde en Samuel Wendell Williston in 1913 een geslacht Scoliomus waarvan tegenwoordig begrepen wordt dat het jongere synoniemen zijn van Sphenacodon ferox.
In 1937 benoemde Alfred Sherwood Romer een tweede soort uit de lagen van New Mexico: Sphenacodon ferocior, de 'woestere' genaamd wegens de grotere omvang.
In 1974 hernoemde Roberta L. Paton Oxyodon britannicus Huene 1908, slechts gebaseerd op een bovenkaaksbeen gevonden in Engeland, tot een Sphenacodon britannicus. Dit wordt tegenwoordig echter beschouwd als een nomen dubium.

## Beschrijving
Sphenacodon ferox werd ongeveer twee meter lang en S. ferocior ongeveer veertig procent langer, tegen de drie meter. Het verschil tussen beide soorten is gering en zou volledig verklaard kunnen worden als het effect van rijping. In dat geval vertegenwoordigt S. ferocior slechts oude exemplaren van S. ferox. Bij sommige grote dieren groeit de onderrand van het bovenkaaksbeen sterk naar beneden. Als gevolg daarvan ontstaat er een hiaat met de praemaxilla. Dieren zonder zo'n groot hiaat hebben vier premaxillaire tanden en vier tanden in de voorste maxilla vóór de hoektand, de caniniform. Is er een groot hiaat dan valt de achterste premaxillaire tand weg en ook enkele van de precaniniforme tanden. Deze ontwikkeling is niet strikt aan de grootte verbonden. Spencer Lucas zag kleinere dieren met groot hiaat als jongen van S. ferocior en dus als een argument om twee soorten te blijven onderscheiden. Een complicatie is dat beide bouwvormen ook een uiting van seksuele dimorfie zouden kunnen zijn, een verschil tussen de seksen.
Sphenacodon had een lage rugkam met zijdelings afgeplatte doornuitsteeksels. Dit is volgens sommige onderzoekers de enige autapomorfie, onderscheid met andere sphenacodontiden.

## Fylogenie
Sphenacodon werd in 1878 door Marsh in een eigen Sphenacodontidae geplaatst. Dat is tegenwoordig ook de groep waarin zijn directe verwanten ondergebracht worden. Daarbinnen was hij lid van de meer afgeleide Sphenacodontinae. Juist ruimere verwanten bevinden zich in een andere groep die naar Sphenacodon genoemd is: de Sphenacodontia.

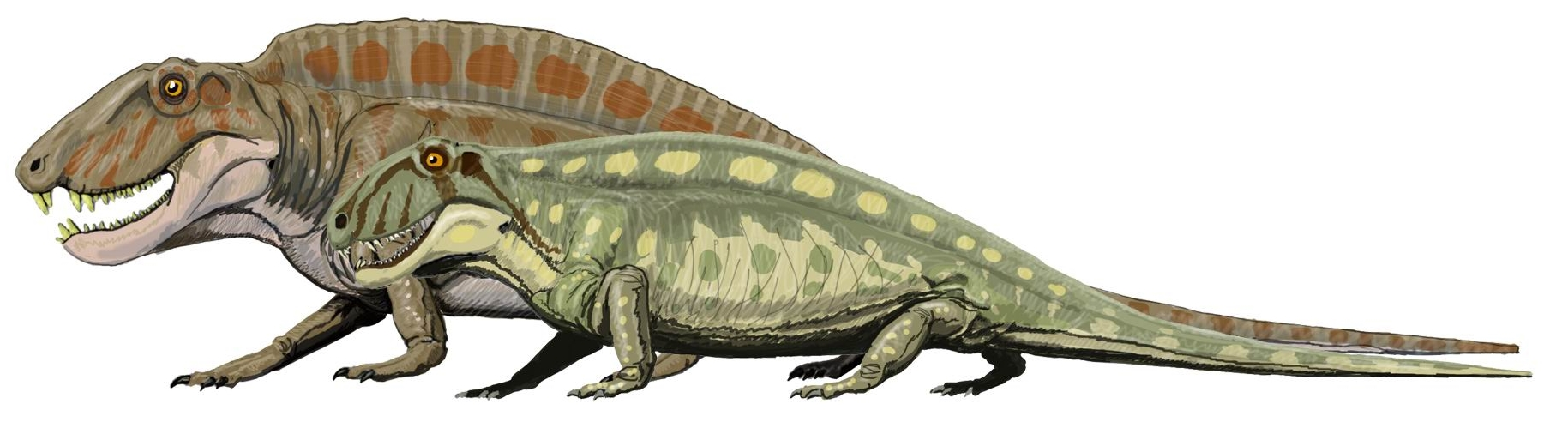
Twee soorten van Sphenacodon.
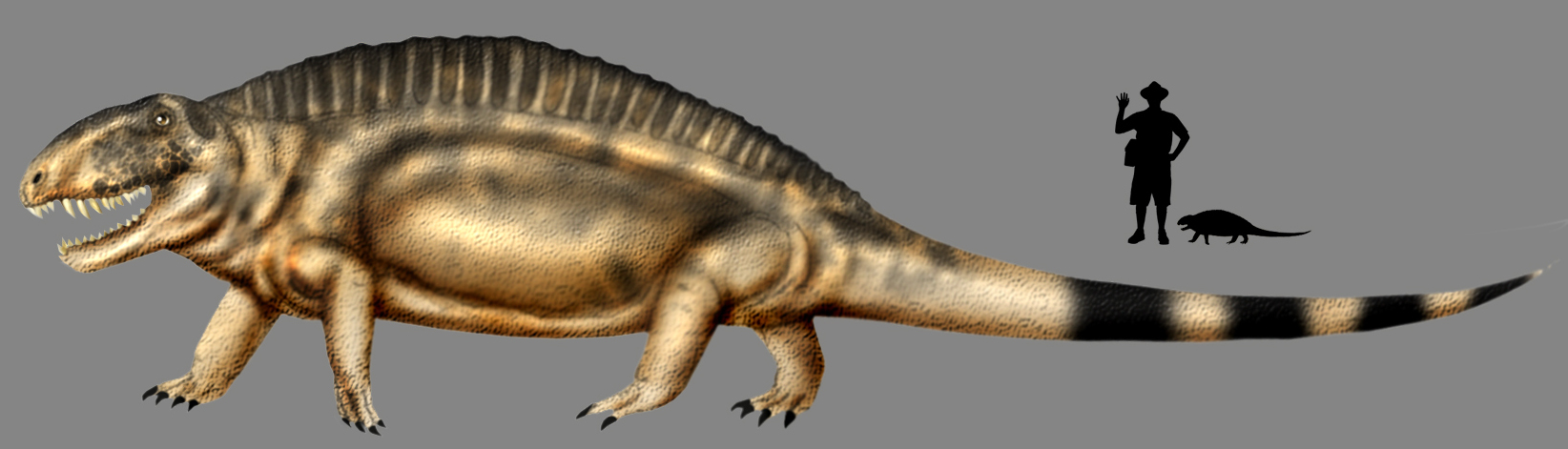
Sphenacodon Britannicus in vergelijking met een mens.